# Aia-Eza Troso
Aia-Eza Nacília Gomes da Silva Troso (* 20. Oktober 1976) ist eine angolanische Politikerin der Volksbewegung zur Befreiung Angolas (MPLA), die unter anderem zwischen 2016 und 2022 Staatssekretärin für den Haushalt war und seit 2022 Mitglied der Nationalversammlung ist.

## Leben
Aia-Eza Nacília Gomes da Silva Troso absolvierte ein Studium der Wirtschaftswissenschaft und erwarb einen Master mit dem Schwerpunkt Geldwirtschaft (Mestrado em Economia Monetária). Nach Abschluss des Studiums war sie in Luanda zunächst zwischen 1997 und 2000 leitende Buchhalterin bei Branch Energy sowie danach von 2000 bis 2002 technische Mitarbeiterin der Haushaltsabteilung bei der staatlichen Nationalen Gesellschaft zum Betrieb von Flughäfen und zur Luftfahrtkontrolle ENANA EP (Empresa Nacional de Exploração de Aeroportos e Navegação Aérea E.P.). Nachdem sie von 2000 bis 2002 als Assistenzprofessorin für Mikroökonomie an der Universidade Agostinho Neto (UAN) sowie an der privaten Universidade Lusíada de Angola (ULA) lehrte,  war sie 2004 kurzzeitig Leiter der Haushaltsabteilung von ENANA EP. Kurz darauf übernahm sie von 2004 bis 2015 eine Assistenzprofessur für Monetäre Ökonomie an der Agostinho Neto Universität und lehrte gleichzeitig zwischen 2004 und 2008 als Assistenzprofessorin für Makroökonomie und Statistik an der Universidade Lusíada de Angola. Daneben war sie von 2004 bis 2010 Assistentin des Wirtschaftsberatungsbüros im Zivilkabinett von Staatspräsident, José Eduardo dos Santos.
Des Weiteren fungierte Aia-Eza Troso zwischen 2006 und 2015 als Administratorin für den Verwaltungs- und Finanzbereich der Ackerlandverwaltungsgesellschaft GESTERRA (Gestão de Terras Aráveis SA), ein Staatsunternehmen mit 18 Projekten in 8 Provinzen im ganzen Land und Investitionen von 800 Millionen US-Dollar für den Anbau von Nutzpflanzen auf Tausenden Hektar, darunter Reis, Mais, Soja und Bohnen sowie Vieh, Geflügel und Schweine. Die in Partnerschaft mit privaten Unternehmen entwickelten Projekte sollen innerhalb von 8 bis 9 Jahren rentabel sein. Durch einen Rücktritt des Präsidenten übernahm Gesterra vom Staatsfonds vier landwirtschaftliche Projekte in den Provinzen Cuando Cubango, Moxico, Uige und Zaire, um Boden und Mais zu produzieren und zu verarbeiten. Zugleich gehörte sie zwischen 2008 und 2018 der Technischen Unterstützungsgruppe der Wirtschaftskommission des Ministerrats als Mitglied an und fungierte von 2010 bis 2013 als Direktorin für Studien und internationale Beziehungen im Finanzministerium. Nachdem sie danach zwischen 2013 und 2016 Nationaldirektorin für den Staatshaushalt war, bekleidete sie von 2016 bis 2022 den Posten als Staatssekretärin für den Haushalt (Secretária de Estado do Orçamento) in den Regierungen der Staatspräsidenten José Eduardo dos Santos beziehungsweise seit dem 26. September 2017 João Lourenço.
Am 16. September 2022 wurde Aia-Eza Troso für die nationale Liste der Volksbewegung zur Befreiung Angolas (MPLA (Movimento Popular de Libertação de Angola)) Mitglied der Nationalversammlung (Assembleia Nacional) und ist derzeit Vorsitzende des Ausschusses für Wirtschaft und Finanzen (Comissão de Economia e Finanças).

## Weblink
- Aia-Eza Nacília Gomes da Silva Troso. Nationalversammlung, abgerufen am 18. Mai 2025 (portugiesisch).